# Třebobuz
Třebobuz je malá vesnice a část obce Líšťany v okrese Plzeň-sever v Plzeňském kraji. Nachází se asi 2,5 kilometru jihozápadně od Líšťan. Třebobuz je také název katastrálního území o rozloze 3,04 km².

## Historie
Okolí vesnice bylo osídleno již v mladší až pozdní době bronzové. Archeologické nálezy z lokality na březích malého potůčku asi 350 metrů východně od vesnice naznačují, že se zde mohlo nacházet rovinné sídliště.
První písemná zmínka o Třebobuzi pochází z roku 1379, kdy vesnici vlastnili Rous a Bušek z Lipna. Rous starší z Lipna roku 1483 rozdělil svůj majetek mezi své syny, takže Jindřich dostal Třebobuz, zatímco Rous mladší Lipno. Ke spojení obou statků znovu došlo roku 1566, kdy je vlastnil Zikmund Rous z Lipna a na Třebobuzi. Vilém z Říčan vesnici roku 1642 prodal plzeňskému měšťanovi Bartoloměji Stehlíkovi z Čenkova, který ji připojil k luhovskému panství, jehož součástí Třebobuz zůstala až do zrušení patrimoniální správy v roce 1850.

## Obyvatelstvo
| Rok            | 1869 | 1880 | 1890 | 1900 | 1910 | 1921 | 1930 | 1950 | 1961 | 1970 | 1980 | 1991 | 2001 | 2011 | 2021 |
| -------------- | ---- | ---- | ---- | ---- | ---- | ---- | ---- | ---- | ---- | ---- | ---- | ---- | ---- | ---- | ---- |
| Počet obyvatel | 155  | 136  | 141  | 143  | 145  | 151  | 158  | 60   | 67   | 62   | 35   | 28   | 25   | 29   | 37   |
| Počet domů     | 23   | 23   | 22   | 24   | 24   | 24   | 26   | 20   | 15   | 15   | 12   | 15   | 16   | 15   | 15   |

## Obecní správa
V roce 1850 se Třebobuz stala obcí v soudním okrese Touškov a politickém okrese Plzeň a od roku 1868 patřila do politického okresu Stříbro. Po uzavření Mnichovské dohody se vesnice ocitla na území Říšské župy Sudety. Obecní úřad ukončil svou činnost v květnu 1945, kdy jej nahradila místní správní komise. Od roku 1964 je částí obce Líšťany v okrese Plzeň-sever.
Starosty obce byli:
- Wenzl Deibl (1866)
- Lorenz Thoma (1884, 1885)
- Peter Wolf (1892–1903)
- Anton Lieber (1904–1921)
- Wenzl Deibl (1925–1939)

## Pamětihodnosti
- Výklenková kaplička
- Jižně od vesnice se na ostrožně, která vybíhá nad soutokem Lučního a Lipenského potoka z jižní části vrchu Čelín, dochoval val pravěkého hradiště Třebobuz.[9]